# Pteromyscus pulverulentus
Pteromyscus pulverulentus е вид бозайник от семейство Катерицови (Sciuridae). Видът е застрашен от изчезване.

## Разпространение
Видът е разпространен в субтропичните и тропически сухи гори на някои части от Бруней, Индонезия, Малайзия и Южен Тайланд.